# Risque (nouvelle)
Pour l’article homonyme, voir Risque.
Risque (titre original : Risk) est une nouvelle de science-fiction d'Isaac Asimov.

## Parutions
La nouvelle est publiée pour la première fois en mai 1955 dans Astounding Science Fiction.
Elle est disponible en France dans le recueil Un défilé de robots et Nous les robots.

## Résumé
Pour la première fois dans l'histoire de l'humanité, les scientifiques vont faire faire à un vaisseau spatial un bond dans l'hyperespace. Jusqu'ici, les tentatives avaient été peu concluantes : des sauts à très faible distance, entraînant des désordres cérébraux irréversibles pour les animaux testés.
Aux commandes du vaisseau spatial Le Parsec, un robot de classe Nestor, chargé de tenir fermement la barre hyper-sensible. On a préféré éviter qu'un homme soit aux commandes, compte tenu des désordres cérébraux constatés chez les animaux précédemment envoyés : avec un cerveau positronique, peut-être n'y aura-t-il pas de « dégâts » ? Par ailleurs, envoyer un robot au lieu d'un homme permet de pallier l'imperfection physique et psychologique de ce dernier : avec un robot, au moins, on ne risque ni l'approximation, ni l'erreur, ni le doute, ni la peur.
Or au moment où l'expérience est tentée et l'ordre donné au robot de procéder au test d'envoi dans l'hyperespace, le saut n'a pas lieu. L'ordre de procéder au saut n'est même pas parvenu aux machines… Que s'est-il donc passé ?
Le général Kallner et le physicien Scloss se demandent que faire. Retourner à la Terre et avouer l'échec ? Pour sa part, le Dr Susan Calvin est d'avis qu'il faut envoyer un humain sur place, dans le vaisseau, pour examiner le robot Nestor et les commandes du poste de pilotage, afin de découvrir la raison de l'échec. Elle propose d'envoyer le jeune physicien Gerald Black, connu pour son aversion à l'égard des robots.
Kallner et Scloss se rangent à son avis : Black est convoqué, et malgré ses réticences, reçoit l'ordre d'aller inspecter les lieux, avec le risque (cf. le titre de la nouvelle) que le saut dans l'hyper-espace ait lieu de manière inopinée et entraîne la mort ou l'invalidité du jeune ingénieur.
Black se rend donc sur les lieux, et après une brève inspection, découvre la cause de l'échec : il avait été demandé au robot de « tenir fermement » la barre. Prenant cet ordre à la lettre, le robot a tenu tellement fermement la barre qu'il l'a désaxée, entraînant sa mise hors service ! Comme quoi, il ne s'agissait pas d'une défaillance technique, mais d'un simple problème de programmation du robot. La programmation robotique entraîne toujours le risque (cf. le titre de la nouvelle) que ce qui paraît évident pour l'ingénieur ou le programmeur humain ne le soit pas pour le robot…
La nouvelle se termine sur la menace proférée par Gerald Black de révéler aux Terriens que les robots ne sont finalement pas fiables, et que l'on a préféré exposer aux risques un être humain plutôt qu'un robot. La vie humaine aurait-elle donc moins de valeur que le métal du robot ? Susan Calvin balaie facilement ces objections : la programmation des robots résulte de l'intelligence humaine, la science procède par tâtonnements et par des erreurs que l'on corrige, enfin seul un humain (et non un robot) pouvait trouver la cause de l'échec, ce qui prouve bien que l'intelligence humaine aura toujours le dernier mot face à « l'intelligence robotique », qui n'est qu'une partie de l'intelligence humaine mise en forme : l'humain sera toujours supérieur au robot.